# Mycetophila parapucatrihuana
Mycetophila parapucatrihuana är en tvåvingeart som beskrevs av Duret 1992. Mycetophila parapucatrihuana ingår i släktet Mycetophila och familjen svampmyggor. Inga underarter finns listade i Catalogue of Life.